# Natalla Klimowicz
Natalla Anatoljeuna Klimowicz (biał. Наталля Анатольеўна Клімовіч, ros. Наталья Анатольевна Климович, Natalja Anatoljewna Klimowicz; ur. 2 lutego 1963 w Szacku w rejonie puchowickim) – białoruska lekarz pediatra i polityk, od 2012 roku deputowana do Izby Reprezentantów Zgromadzenia Narodowego Republiki Białorusi V kadencji.

## Życiorys
Urodziła się 2 lutego 1963 roku we wsi Szack, w rejonie puchowickim obwodu mińskiego Białoruskiej SRR, ZSRR. Ukończyła Miński Państwowy Instytut Medyczny, uzyskując wykształcenie pediatry. Pracowała jako tkaczka PKBO w Puchowiczach, pielęgniarka, lekarz pediatra, oddziałowy, rejonowy lekarz pediatra rejonu październikowego Mińska, główny lekarz 3. Miejskiej Klinicznej Polikliniki Dziecięcej. Była deputowaną Mińskiej Miejskiej Rady Deputowanych XXV i XXVI kadencji.
18 października 2012 roku została deputowaną do Izby Reprezentantów Zgromadzenia Narodowego Republiki Białorusi V kadencji z Czkałowskiego Okręgu Wyborczego Nr 96. Pełni w niej funkcję zastępczyni przewodniczącego Stałej Komisji ds. Ekologii, Eksploatacji Przyrody i Katastrofy Czarnobylskiej.

## Życie prywatne
Natalla Klimowicz jest zamężna, ma dwóch synów.